# The Way I Are
The Way I Are – singiel amerykańskiego producenta muzycznego i rapera Timbalanda z albumu pt. Timbaland Presents Shock Value (2007).
Bit utworu został oparty na samplach z piosenki „Push It” zespołu Salt'n'Pepa z 1986.

## Wideoklip
Teledysk do "The Way I Are" reżyserowany był przez Shane'a Drake'a oraz filmowany w brytyjskim mieście Salford w maju 2007. Klip miał premierę w Niemczech na kanale VIVA 15 czerwca 2007

## Formaty i spis utworów singla
Formaty i tracklisty singla "The Way I Are"
Wielka Brytania
1. "The Way I Are (Extended version)"
2. "The Way I Are (Timbaland vs. Nephew remix)"

Niemcy
1. "The Way I Are [Radio Edit]"
2. "Laff At 'Em (Give It To Me Remix) (featuring Justin Timberlake & Jay-Z)"
3. "The Way I Are [Timbaland Vs. Nephew Remix]"
4. "The Way I Are [Video]"

## Remiksy
- The Way I Are - (Album Version) featuring Keri Hilson & D.O.E.
- The Way I Are - (French Version) featuring Tyssem
- The Way I Are - (Radio Edit) featuring Keri Hilson (without rap by D.O.E.)
- The Way I Are - (Timbaland vs. Nephew Remix) featuring Keri Hilson
- The Way I Are - (Remix) featuring Keri Hilson & Jay Read
- The Way I Are - (Remix) featuring Keri Hilson & Francisco
- The Way I Are - (Remix) featuring Keri Hilson & Fatman Scoop (the beat is a remix of the original)
- The Way I Are - (Video Mix) featuring Keri Hilson, D.O.E. & Sebastian
- The Way I Are - (Jatins Desi Mix) featuring Keri Hilson & D.O.E.
- The Way I Are - (One Republic Remix) featuring Keri Hilson & D.O.E.

## Listy przebojów
| Chart (2007)                   | Pozycja |
| ------------------------------ | ------- |
| Austria Singles Top 75         | 12      |
| Kanada Hot 100                 | 3       |
| Niemcy Top 100                 | 11      |
| Dania Top 20 (Download Chart)  | 1       |
| Europa Hot 100                 | 3       |
| Irlandia Singles Chart         | 1       |
| Litwa Airplay Chart            | 5       |
| Norwegia Singles Top 20        | 16      |
| Nowa Zelandia Singles Chart    | 2       |
| Rumunia Airplay Chart          | 13      |
| Rosja Airplay Chart            | 82      |
| Szwecja Singles Top 60         | 1       |
| Szwajcaria Singles Top 100     | 9       |
| Wielka Brytania Singles Chart  | 1       |
| Wielka Brytania Download Chart | 1       |
| Świat Chart                    | 3       |
| USA Billboard Hot 100          | 4       |
| USA Billboard Pop 100          | 4       |